# Zimne Zdroje (powiat kościerski)
Zimne Zdroje – osada kaszubska w Polsce położona w województwie pomorskim, w powiecie kościerskim, w gminie Nowa Karczma.
W latach 1975–1998 miejscowość administracyjnie należała do województwa gdańskiego.